# الدوري الإسباني الدرجة الثانية ب 1988–89
الدوري الإسباني الدرجة الثانية بي 1988–89 (بالإسبانية: Segunda División B de España 1988-89)‏ هو موسم من الدوري الإسباني الدرجة الثانية بي. فاز فيه أتلتيكو مدريد ب.